# Шельменко-денщик (фильм)
«Шельме́нко-денщи́к» — советский музыкальный художественный фильм, снятый по мотивам комедии классика украинской литературы Григория Квитки-Основьяненко.

## Сюжет
Сюжет типичен для европейских водевилей, только перенесён на украинскую почву. Помещики Шпак отказываются выдавать свою дочь Присиньку за любимого ею молодого капитана Скворцова. У стариков припасён для дочери более завидный жених, и они всячески стараются разлучить влюблённых. Но тут в дело вмешивается хитрый денщик Скворцова — Потап Шельменко, и, разумеется, находит способ устроить счастье молодых.

## В ролях
- Михаил Пуговкин — Потап Шельменко, денщик
- Владимир Дальский — Кирилл Петрович Шпак, помещик
- Зоя Фёдорова — Фенна Степановна Шпак
- Людмила Сенчина — Присинька Шпак, панночка на выданье
- Алексей Полевой — Осип Прокопович Опецковский, помещик
- Ольга Аросева — Аграфена Семёновна Опецковская
- Любовь Корнева — Эвжени, незамужняя дочь Опецковской (озвучивает Зоя Виноградова)
- Игорь Озеров — капитан Иван Семёнович Скворцов
- Юрий Медведев — Тимофей Кондратьевич Лопуцковский, племянник-жених
- Марина Полбенцева — Мотря
- Анатолий Королькевич — Трофим, повар
- Анатолий Абрамов — эпизод
- Василий Яровой — эпизод

## Съёмки
Фильм снят на киностудии «Ленфильм», натурные съёмки велись в Павловском парке под Ленинградом, по словам режиссёра: мы не задавались целью приблизиться к определенному жанру оперетте, водевилю или мюзиклу, — скорее синтез всех этих жанров".

## О фильме
Как отмечает киновед Александр Фёдоров, после успеха предыдущего фильма режиссёра «Свадьба в Малиновке», также с актёром Михаил Пуговкин в одной из главных ролей, зрители активно шли на фильм — 23,8 млн зрителей — 29 строчка кинопроката СССР 1971 года, но, конечно, такого же успеха фильм не сыскал:

Советская кинопресса комедией «Шельменко-денщик» особо не восхищалась, но советские зрители приняли ее очень тепло, да и нынешняя аудитория всё еще помнит.